# Демилитаризирана зона
Демилитаризирана зона е географска област, в която чрез споразумение между държави или въоръжени сили са забранени военните съоръжения, дейности или персонал. Такива зони често се установяват по дължината на вече прокарани граници между две или повече военни сили. Демилитаризираната зона понякога може да представлява де факто международна граница, като например в случая на Северна и Южна Корея. Други примери за демилитаризирани зони се наблюдават между Ирак и Кувейт, в Антарктида (където са позволени единствено научните изследвания) и в космическото пространство (над 100 km надморска височина).
Голяма част от демилитаризираните зони се считат за неутрална територия, защото на никоя от страните не е позволено да ги управлява, дори и за мирна администрация. Някои зони остават демилитаризирани дори след постигане на споразумение, предоставящо контрол на дадена държава над тях. Възможно е страните да се договорят за демилитаризация на дадена област, без да уреждат формално териториалните си претенции, което позволява териториалният спор да бъде решен по мирен път, например чрез дипломатичен диалог или международен съд.
Няколко демилитаризирани зони също неволно са се превърнали в природни резервати, тъй като земите им не са безопасни за строителство и не са засягат от човешка дейност (включително лов). Такива са например Зелената линия, разделяща Кипър и Севернокипърската турска република, и бившата Виетнамска демилитаризирана зона, разделяща Северен и Южен Виетнам от 21 юли 1954 г. до 2 юли 1976 г.